# Lady Gaga and the Muppets' Holiday Spectacular
Lady Gaga and the Muppets Holiday Spectacular es un especial de televisión de Acción de Gracias de la cantante estadounidense Lady Gaga y los Muppets. Con una duración de 90 minutos, el programa fue estrenado en la cadena ABC el 28 de noviembre de 2013, y contó con la participación de Joseph Gordon-Levitt, Elton John y RuPaul. Fue el segundo especial de Acción de Gracias de Gaga en ABC, después de A Very Gaga Thanksgiving en 2011. La cantante había colaborado previamente con los Muppets en apariciones en los medios y en sus programas. El especial incluyó canciones del tercer álbum de estudio de Gaga, Artpop (2014), y duetos con las estrellas invitadas.

## Antecedentes y producción
Durante la segunda mitad de 2013, la cantante Lady Gaga se encontraba en plena promoción de Artpop, su tercer álbum de estudio. Desde su proceso de grabación hasta la culminación de la gira, el proyecto estuvo marcado por controversias, incluyendo disputas con otros artistas y fuertes críticas por parte de la prensa. En este contexto, Lady Gaga and the Muppets’ Holiday Spectacular surgió como una oportunidad para adaptar la era a un tono más accesible y familiar. En octubre de 2013, la cadena estadounidense ABC anunció la producción del especial, que tendría una duración de 90 minutos y marcaría la segunda colaboración de Gaga con la cadena para el Día de Acción de Gracias, tras A Very Gaga Thanksgiving en 2011. La cantante expresó su entusiasmo por el proyecto, señalando que «no sería una noche completa de risas y recuerdos sin los Muppets».
El programa fue concebido como un híbrido entre un concierto y un show de variedades, intercalando interpretaciones de Gaga con segmentos cómicos protagonizados por los Muppets. Además, sirvió como plataforma promocional para Muppets Most Wanted (2014), en cuya película Gaga realizó un breve cameo. El especial contó con la participación de varios artistas invitados y fue adquirido por Channel 5 en el Reino Unido, donde se promocionó como «un espectáculo musical único, lleno de energía y diversión». Posteriormente, estuvo disponible en Netflix Canadá durante 13 meses. Antes de su estreno, Gaga compartió avances en su cuenta de Instagram, mostrando fragmentos de su interpretación de «Applause» y la planificación de una fiesta para el gran final del programa.

## Sinopsis
El especial comienza con el locutor Tom Kane explicándole a Pepe el langostino que el programa está siendo filmado para Lady Gaga. La cantante hace su entrada y explica por qué invitó a los Muppets, antes de interpretar «Venus». Tras un breve comentario sarcástico de Statler y Waldorf, Kristen Bell se acerca para pedirle un autógrafo a Gaga, lo que molesta a Miss Piggy, quien tenía planes de protagonizar el gran final del espectáculo. Decidida a recuperar el centro de atención, Piggy convence a los Muppets de organizar audiciones para su propio número musical.
Mientras tanto, Gaga continúa con su repertorio, interpretando «Applause», seguida de «Bennie and the Jets» y «Artpop» junto a Elton John, con la participación de los Muppets en la última canción. Luego, la cantante discute ideas para el final del especial y presenta «Manicure», tras lo cual los Muppets comparten anécdotas sobre los regalos más inapropiados que han recibido. Más adelante, la rana René se une a Gaga para un dueto de «Gypsy», mientras que Joseph Gordon-Levitt la acompaña en «Baby, It's Cold Outside». La cercanía entre René y Gaga irrita aún más a Miss Piggy, quien sigue sintiéndose desplazada. Después de la presentación de «Fashion!» con RuPaul, Piggy expresa su frustración por toda la atención que recibe la cantante, además de soñar que interpreta «Santa Baby». Tras la proyección de un adelanto de Muppets Most Wanted, Gaga invita a Piggy a proponer el número final del especial, culminando con una nueva interpretación de «Applause» junto a los Muppets.

## Música
El especial se destacó por su elaborada puesta en escena y los cambios de vestuario en cada presentación. Gaga abrió el programa con «Venus», vistiendo un sostén de conchas marinas y brillos, mientras sus bailarines rodaban sobre grandes esferas. Junto a Elton John interpretó «Bennie and the Jets», rebautizada como «Gaga and the Jets», en un dueto en el que el cantante la llamó «mi ángel», mientras que Gypsy la interpretó junto a la rana René, donde expresó la soledad que siente al estar de gira en épocas festivas. Además, Gaga invirtió los roles tradicionales en «Baby, It's Cold Outside» con Joseph Gordon-Levitt y presentó Fashion! junto a RuPaul, en un número visualmente llamativo por sus extravagantes atuendos.
Canciones interpretadas
1. «Venus»
2. «Applause»
3. «Bennie and the Jets» (Cover de Elton John)
(junto a Elton John)
4. «Artpop» 
(junto a Elton John)
5. «MANiCURE»
6. «Gypsy» 
(junto a Kermit the Frog)
7. «Baby, It's Cold Outside» (Cover de Frank Loesser)
(junto a Joseph Gordon‐Levitt)
8. «Fashion!» 
(junto a RuPaul)
9. «Applause» 
(junto a los Muppets)

## Recepción

### Comentarios de la crítica
Marissa G. Muller de Rolling Stone señaló que Gaga «estuvo en su faceta más accesible durante el especial, compartiendo las dificultades de la vida en la carretera y su amor por las fiestas, en particular, cómo creció viendo a los Muppets y su cariño de siempre por Kermit». Además, destacó que el programa resultó «relativamente conservador para Gaga y, curiosamente, progresista para los Muppets». Entre los momentos más destacados, mencionó la presentación de apertura con «Venus». Por su parte, Mark Graham de VH1 comentó que, en ese punto de su carrera, Gaga había perdido parte de su capacidad de conexión con el público: «Para su crédito, [ella] parece haber reconocido este problema en su estrategia de marca y ha estado esforzándose por mostrarse más humana... [Cualquiera] que vea el especial definitivamente encontrará una nueva apreciación por [ella]».
Maricela Gonzalez de Entertainment Weekly describió el especial como «un comercial de promoción cruzada» que no solo servía para que Gaga impulsara Artpop, sino también para aumentar la relevancia de los Muppets. Lo definió como «una mezcla entre cálido, conmovedor, cínico y desalentador, al ver cómo el consumismo ha terminado por absorber el llamado ‘espíritu navideño’. Pero, ¿para qué preocuparse? ¡Es Lady Gaga y los Muppets!». En una reseña más crítica, Myles McNutt de The A.V. Club afirmó que «el programa nunca logró equilibrar la promoción del álbum con un especial navideño auténtico de los Muppets». Todd Martens de Los Angeles Times señaló que las canciones elegidas «no encajaban del todo con el estilo musical de los Muppets, y nadie parecía dispuesto a desviarse demasiado del mensaje central de vender un producto», opinando que «el programa se limitó a la autopromoción». Finalmente, Chris Willman de Billboard también le dio una valoración negativa, destacando el bajo presupuesto del especial, sus diálogos, la elección de invitados y la producción en general.
En una revisión retrospectiva, Mark Burger de Interviewen 2019 describió el especial como «maravilloso y salvajemente innecesario, un espectáculo caótico pero entretenido», considerándolo una muestra del «caos que definió la era Artpop». Además, resaltó que ofrecía una experiencia visual llamativa simplemente porque «Lady Gaga es un espectáculo en sí misma».

### Audiencia
En su estreno, Lady Gaga and the Muppets' Holiday Spectacular fue visto por 3.62 millones de espectadores, una cifra inferior a A Very Gaga Thanksgiving (2011), que había registrado 5.4 millones. Nielsen Soundscan ajustó su rating al alza dentro del grupo demográfico de adultos entre 18 y 49 años.

## Créditos y personal
- Lady Gaga como ella misma
- Tom Kane como locutor

Artistas de los Muppets
- Steve Whitmire como la rana René, Beaker, Rizzo la rata, Statler y Lips
- Eric Jacobson como Miss Piggy, Fozzie Bear, Animal y Sam Eagle
- Dave Goelz como Gonzo, Bunsen Honeydew, Waldorf, Zoot y Albert el conejo
- Bill Barretta como Rowlf el perro, el Dr. Teeth, el chef sueco, Pepe el langostino, Bobo el oso y el malvado Carl
- David Rudman como Scooter y Janice
- Matt Vogel como Camilla la gallina, Floyd Pepper, Lew Zealand y Norman la oveja
- Peter Linz como Walter

Artistas invitados
- Kristen Bell como ella misma
- Joseph Gordon-Levitt como él mismo
- Elton John como él mismo
- RuPaul como él mismo
- Alabanzas juveniles como ellos mismos

Créditos: IMDb.